# مكتبة بالاو للكونجرس
تأسست مكتبة بالاو للكونجرس في 18 أغسطس 1981، ويقع مقرها في مؤتمر بالاو الوطني في كورور واعتبارًا من عام 1996، كان يرأسها أمين مكتبة الكونغرس هاري بيسيبس ويوجد لديها 5000 مجموعة عناصر ومع إضافات سنوية من 350 ويعمل في المكتبة موظفان كلاهما أمينا مكتبة محترفان. وتسلط المجموعة الضوء على التشريعات التي أقرها الكونجرس، ومجلات مداولات الجلسات، وتقارير اللجنة عن التشريعات والأدلة.

## نبذة
تقوم كتبة الكونجرس بفهرسة أوراق بالاو البرلمانية ، ويقوم موظفو المستشار القانوني بتحليلهم وبحوثهم. يُسمح للأعضاء وموظفي البرلمان والجمهور باستخدام المرافق.
تم تقديم التسهيلات من قبل الحكومة الدستورية، التي تم تثبيتها حديثًا في 1 يناير 1981.
ووفقًا لورقة كتبت من قبل بيسيبس عن المكتبة التي أعدت لمؤتمر الإفلا الثاني والستين، «يتم تنظيم مكتبة الكونجرس كواحدة من البرامج المشتركة تحت إشراف رئيس مجلس الشيوخ ورئيس مجلس النواب ويجب أن يوافق رئيس مجلس الشيوخ ورئيس مجلس النواب على جميع التقارير والمسائل الأخرى المتعلقة بمكتبة الكونجرس».